# Calamovilfa gigantea
Calamovilfa gigantea är en gräsart som först beskrevs av Thomas Nuttall, och fick sitt nu gällande namn av Frank Lamson Scribner och Elmer Drew Merrill. Calamovilfa gigantea ingår i släktet Calamovilfa och familjen gräs. Inga underarter finns listade i Catalogue of Life.

## Bildgalleri

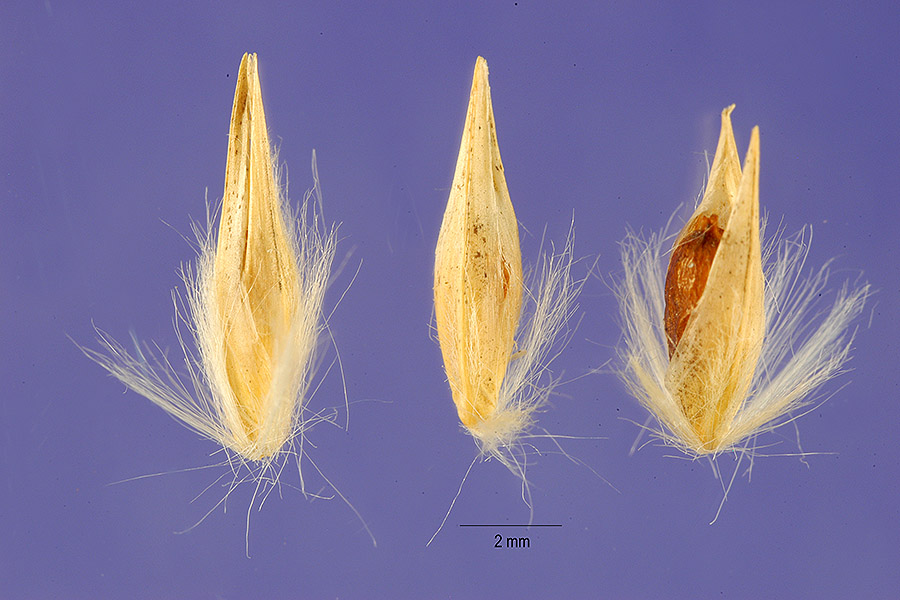